# Luna spiona/A mare...OO
Luna spiona/A mare...OO è un singolo del cantautore italiano Nino D'Angelo, pubblicato nel 1985.

## Luna spiona
È uno tra i brani più noti di Nino D'Angelo, inserito nella scena finale del film Popcorn e patatine.

## A mare...OO
Anche questo inserito nella colonna sonora di Popcorn e patatine, fu presentato alla trasmissione televisiva Superclassifica Show.